# Parun
Parun (persiska: پارون) är en provinshuvudstad i Afghanistan. Den ligger i distriktet Parun och provinsen Nurestan, i den nordöstra delen av landet, 2 756 meter över havet. Parun beräknades 2015 ha mellan 1 400 och 1 600 invånare.